# Norddeutsche Fußballmeisterschaft 1908/09
Die norddeutsche Fußballmeisterschaft 1908/09 war der vierte vom Norddeutschen Fußball-Verband organisierte Wettbewerb. Sieger wurde Altona 93. In der Endrunde um die deutsche Meisterschaft erreichten die Altonaer das Halbfinale.

## Teilnehmer
| Bezirk         | Teilnehmer             |
| -------------- | ---------------------- |
| Braunschweig   | Eintracht Braunschweig |
| Bremen         | Bremer SC 91           |
| Hamburg-Altona | Altona 93              |
| Hannover       | Eintracht Hannover     |
| Kiel-Lübeck    | Holstein Kiel          |
| Mecklenburg    | Corso Strelitz         |
| Oldenburg      | Frisia Wilhelmshaven   |

## Ergebnisse

### Viertelfinale
Gespielt wurde am 21. März 1909 in Lübeck, Hannover und Oldenburg. Altona 93, zu dem Zeitpunkt als Bezirksmeister noch nicht feststehend, erhielt ein Freilos.
|                    | Ergebnis |                        |
| ------------------ | -------- | ---------------------- |
| Holstein Kiel      | 6:0      | Corso Strelitz         |
| Eintracht Hannover | 1:5      | Eintracht Braunschweig |
| Bremer SC 91       | 3:2      | Frisia Wilhelmshaven   |

### Halbfinale
Gespielt wurde am 18. April 1909 in Bremen, bzw. Braunschweig gegen Kiel in Hamburg.
|                        | Ergebnis |               |
| ---------------------- | -------- | ------------- |
| Bremer SC 91           | 1:6      | Altona 93     |
| Eintracht Braunschweig | 2:1      | Holstein Kiel |

### Finale
Gespielt wurde am 25. April 1909 in Hamburg.
|           | Ergebnis |                        |
| --------- | -------- | ---------------------- |
| Altona 93 | 6:3      | Eintracht Braunschweig |